# Chamzat Czimajew
Chamzat Chizarowicz Czimajew (ur. 1 maja 1994 w Beno-Jurt) – rosyjsko-emiracki zapaśnik pochodzenia czeczeńskiego i zawodnik mieszanych sztuk walki (MMA). Trzykrotny mistrz Szwecji w zapasach. Były zawodnik organizacji Brave CF. Od 2020 walczy dla organizacji UFC, w której jest mistrzem w wadze średniej. 

## Młodość i początki w sporcie
Urodził się w Czeczenii, gdzie w wieku pięciu lat zaczął uprawiać zapasy. Zdobył brązowy medal na Mistrzostwach Rosji na poziomie juniorskim. W 2013 roku, gdy miał 18 lat, wyemigrował z matką do Szwecji, dołączając do starszego brata.
Jednak pomimo wieloletniego mieszkania w Szwecji nigdy nie uzyskał obywatelstwa szwedzkiego, zachowując obywatelstwo rosyjskie. W 2023 roku przeniósł się do Zjednoczonych Emiratów Arabskich.

## Kariera zapaśnicza
Po przeprowadzce do Szwecji trenował w wielu klubach, w tym w BK Athén. Przez wielu uważany był za jednego z najlepszych zapaśników w kraju. Później zdobył złoty medal na Mistrzostwach Szwecji w stylu dowolnym w 2016 i 2017 roku, w wadze 86 kilogramów, a w 2018 roku w wadze 92 kilogramów. Zaliczył serię dominujących występów w turnieju, uzyskując ogólny rekord 12-0, w tym trzy szpilki, siedem upadków technicznych i łączny wynik 105 punktów, podczas gdy sam oddał tylko dwa, we wszystkich swoich trzech rozgrywkach. Brał również udział w kilku turniejach judo i czterech walkach sambo.
19 listopada 2021 roku w walce wieczoru szwedzkiego wydarzenia Bulldog Fight Night 9 rywalizował z innym zawodnikiem UFC, Jackiem Hermanssonem w stylu wolnym. Zwyciężył walkę na punkty. Czimajew ważył około 90 kilogramów, kiedy jego rywal ważył około 2 kg mniej.

## Kariera MMA
Treningi MMA rozpoczął, gdy miał 23 lata. Trenuje w klubie Allstar Training Center w Sztokholmie, wraz z trzykrotnym pretendentem do mistrzostw wagi półciężkiej UFC Alexandrem Gustafssonem, Ilirem Latifi i Rezą Madadi. Gustafsson – jeden z jego głównych partnerów treningowych podczas konferencji prasowej w czerwcu 2019 roku powiedział szwedzkiemu dziennikarzowi, że Czimajew był jednym z najlepszych zawodników, z jakimi kiedykolwiek trenował.

### Początki kariery
Między wrześniem 2017 a kwietniem 2018 stoczył trzy amatorskie walki MMA. W pierwszej z nich pokonał rywala przez poddanie w drugiej rundzie. Kolejne dwie walki amatorskie zwyciężył kolejno przez poddanie i techniczny nokaut, kończąc karierę amatorską z rekordem 3-0.
26 maja 2018 roku przeszedł na zawodowstwo i podczas International Ring Fight Arena 14 zmierzył się przeciwko Gardowi Olve Sagenowi. Wygrał walkę przez techniczny nokaut w drugiej rundzie. Jego kolejna walka odbyła się 18 sierpnia 2018 roku przeciwko Ole Magnorowi w Fight Club Rush 3. Wygrał przez poddanie pod koniec pierwszej rundy.

### Brave Combat Federation

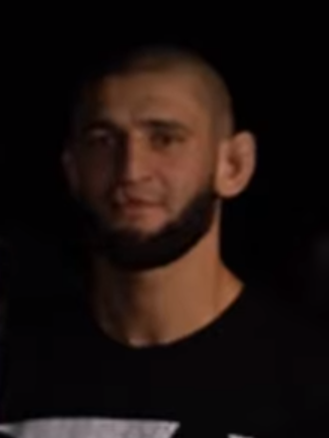
Czimajew w 2019

Po pierwszych dwóch profesjonalnych walkach w Szwecji, podpisał kontrakt z bahrajńską organizacją Brave Combat Federation. W debiucie dla nowego pracodawcy miał zmierzyć się przeciwko Benjaminowi Bennettowi, jednak Bennett wycofał się z walki i został zastąpiony przez niepokonanego wówczas Marka Kisiča. Wygrał walkę przez techniczny nokaut w pierwszej rundzie.
Następny pojedynek stoczył zaledwie miesiąc później, kiedy to 22 grudnia 2018 na Brave CF 20 zmierzył się z Sidneyem Wheelerem, zastępując kontuzjowanego Leona Aliu. Wygrał walkę przez techniczny nokaut w 35 sekund od rozpoczęcia pojedynku.
Później zadebiutował w wadze półśredniej, mierząc się z rosyjskim sambistą, Ikramem Aliskierowem w terminie 19 kwietnia 2019 roku. Na gali Brave CF 23 zwyciężył przez nokaut po trafieniu podbródkowym w pierwszej rundzie. Występ przyniósł mu nagrodę za najlepszy nokaut wieczoru.
4 października 2019 na Brave CF 27 poddał duszeniem w drugiej rundzie Mzwandila Hlongwa.
Oczekiwano, że 18 kwietnia 2020 zmierzy się z Jarrahem Al-Selawem o mistrzostwo BCF w wadze półśredniej na Brave CF 37. Walka ta byłaby pierwszym wydarzeniem w jego rodzinnym mieście, Sztokholmie. Z powodu pandemii COVID-19 wydarzenie zostało przełożone, a w późniejszym czasie pojedynek został całkowicie odwołany ze względu na podpisanie przez Czimajewa kontraktu z UFC.

### UFC
Czimajew zadebiutował w amerykańskim gigancie w wadze średniej, kiedy to 16 lipca 2020 roku na UFC on ESPN 13 zmierzył się przeciwko Johnowi Phillipsowi, zastępując Duško Todorovića. Wygrał walkę przez poddanie w drugiej rundzie. Po walce został nagrodzony pierwszym bonusem za występ wieczoru.
Dziesięć dni po walce z Walijczykiem, zmierzył się z debiutującym w UFC Rhysem McKee w wadze półśredniej na UFC on ESPN 14. Wygrał walkę przez techniczny nokaut w pierwszej rundzie. Zdobył wówczas drugi bonus za najlepszy występ wieczoru. Czimajew pobił nowy rekord UFC pod względem serii najszybszych, kolejnych zwycięstw we współczesnej historii organizacji (dziesięć dni), chociaż oficjalny rekord UFC nadal należy do Royce’a Graciego, który odniósł cztery kolejne zwycięstwa w ciągu jednej nocy na UFC 2.
1 marca 2021 za pośrednictwem instagrama ogłosił, że kończy ze sportem z powodu powikłań płucnych spowodowanych przez COVID-19. Później prezydent UFC, Dana White ogłosił, że chęć zakończenia sportowej kariery była spowodowana emocjami po tym, jak podczas sesji treningowej doświadczył wpływu prednizonu na płuca.
30 października 2021 roku na gali UFC 267 powrócił do oktagonu, by zmierzyć się z Chińczykiem, Li Jingliangiem. Wygrał walkę przez techniczne poddanie, dusząc zza pleców do nieprzytomności Jinglianga w pierwszej rundzie. Zwycięstwo przyniosło mu czwarty z rzędu bonus za występ wieczoru.
Na wydarzeniu UFC 273 w dniu 9 kwietnia 2022 roku stoczył walkę z wywodzącym się z grapplingu, Gilbertem Burnsem. Po trzech rundach niesamowitej i pełnej zwrotów walki pierwszy raz w karierze zwyciężył przez jednogłośną decyzję. Pojedynek został nagrodzony nagrodą bonusową za walkę wieczoru. Przyniosła mu również pierwsze miejsce w nagrodzie Crypto.com Fan Bonus of the Night.
10 września 2022 roku w walce wieczoru gali UFC 279 miał zmierzyć się z Nate Diazem. Podczas ważenia Czimajew przekroczył limit kategorii półśredniej o 3,4 kg. W wyniku braku wagi, został usunięty z walki wieczoru z Diazem, a zamiast tego zmierzył się z Kevinem Hollandem w Co-Main Evencie (drugiej walce wieczoru), w limicie umownym do 81,6 kg. Czimajew zdominował w parterze swojego rywala i na koniec poddał go duszeniem D’arce.
Ponad rok później, 21 października 2023 roku na UFC 294 stoczył walkę z byłym mistrzem dywizji półśredniej, Kamaru Usmanem. Zwyciężył większościową decyzją sędziów, którzy punktowali (2 x 29-27, 28-28) na jego korzyśc. Po walce w rozmowie z TNT Sports wyznał, że podczas pierwszej rundy doznał złamania kości. Jego pierwotnym przeciwnikiem miał zostać były pretendent do mistrzostwa w wadze średniej, Paulo Costa, jednak ten nie został dopuszczony do walki z powodu infekcji po operacji łokcia. Czimajew przy tej walce nie reprezentował Szwecji, gdyż do oktagonu zmierzał z flagą Zjednoczonych Emiratów Arabskich.
Oczekiwano, że w walce wieczoru gali UFC on ABC 6, która odbyła się 22 czerwca 2024 w Rijadzie, zmierzy się z byłym mistrzem wagi średniej, Robertem Whittakerem. Ostatecznie Czimajew został zmuszony do wycofania się z walki z powodu choroby. Szwedzko-australijskie zestawienie zostało przełożone na 26 października 2024 podczas gali UFC 308. Zwyciężył przez poddanie w pierwszej rundzie, w której to wpiął rywalowi mocną naciskówkę na szczękę, którą ten odklepał. Efektowne poddanie przyniosło mu kolejną nagrodę w postaci bonusu za najlepszy występ wieczoru. Do tej walki trenował między innymi z zapaśniczym mistrzem olimpijskim z Paryża, Razambiekiem Żamałowem. Po walce zanotował ogromny awans w oficjalnym rankingu wagi średniej UFC, gdyż przesunął się z miejsca 13. na 3.
16 sierpnia 2025 roku na gali UFC 319 w Chicago, przystąpił do walki o pas mistrzowski wagi średniej, mierząc się z mistrzem Dricusem du Plessisem. Wygrał ją po piątej rundzie jednogłośną decyzją sędziowską, zdobywając tytuł mistrza UFC wagi średniej. Czimajew został nagrodzony szóstym bonusem finansowym w kategorii występ wieczoru.

## Życie prywatne
Ma starszego brata o imieniu Artur, który rywalizuje w zapasach w stylu wolnym. Czimajew reprezentował Szwecję w swoich występach, po przeprowadzce do Kalmaru w wieku 19 lat. Po przeprowadzce do tego miasta ze sportami walki pomógł kolega jego brata Jakub Czajor. Pomimo wieloletniego mieszkania w tym kraju nigdy nie uzyskał obywatelstwa szwedzkiego, zachowując obywatelstwo rosyjskie. W 2023 r. przeniósł się do Zjednoczonych Emiratów Arabskich i zdecydował się reprezentować ten kraj w swoich kolejnych walkach na arenie międzynarodowej. Ma znaczną bliznę na wardze, ponieważ w wieku dwóch lat upadł na betonowych schodach.
Zanim zaczął rywalizować zawodowo, pracował w fabryce drobiu w Kalmarze oraz był ochroniarzem.
W grudniu 2020 zaraził się COVID-19. Z tego powodu miał utrzymujące się objawy, które wymagały wielokrotnych hospitalizacji i odwołania zaplanowanej walki z Leonem Edwardsem.
Przyjaźni się i trenuje z zawodnikami MMA, takimi jak Darren Till i Jack Hermansson.
Otrzymał obywatelstwo Zjednoczonych Emiratów Arabskich w styczniu 2025 roku.

### Znajomość z Ramzanem Kadyrowem
Jest blisko związany z przywódcą Czeczenii, Ramzanem Kadyrowem. Kadyrow podarował Czimajewowi Mercedes-Benz, który rozbił kilka miesięcy później. Kadyrow rzekomo przekonywał go, aby w marcu 2021 nie odchodził na sportową emeryturę i nie wracał do Czeczenii, co wywołało w mediach spekulacje na temat tego, czy Czimajew został do tego zmuszony. Chamzat był obecny podczas transmisji na żywo, w której Kadyrow groził, że zabije nieletniego, który krytykował jego represyjne rządy. Brał także udział w sparingach z Kadyrowem i w wielu sesjach zdjęciowych z jego osobą. W marcu 2022 czeczeńscy dysydenci skrytykowali dalsze związki Czimajewa z Kadyrowem ze względu na jego represyjne rządy w Republice Czeczenii. Również w 2022 roku Czimajew rozpoczął trenowanie dwóch nastoletnich synów Kadyrowa, Zelimkhana (Ali) i Adama. Sam był obecny w narożniku Alego, podczas jego zawodowego debiutu w MMA na gali ACA 150 w grudniu.
21 maja 2022 roku ożenił się w Czeczenii, a na weselu uczestniczył Kadyrow.

## Osiągnięcia i nagrody

### Mieszane sztuki walki
- Ultimate Fighting Championship
  - 2025: Mistrz UFC w wadze średniej
  - Bonus za walkę wieczoru (raz) vs. Gilbert Burns (2022)[50]
  - Bonus za występ wieczoru (sześć razy) vs. John Phillips (2020)[37], Rhys McKee (2020)[40], Gerald Meerschaert (2020), Li Jingliang (2021)[47], Robert Whittaker (2024)[65], Dricus du Plessis (2025)[69]

### Zapasy
- Swedish Wrestling Federation
  - 2018: Mistrz Szwecji, kat. 92 kg[87]
  - 2016: Mistrz Szwecji, kat. 86 kg[88]
  - 2016: Mistrz Solacup, kat. 86 kg[89]
  - 2015: Mistrz Hammarslaget, kat. 86 kg[90]
  - 2015: Mistrz Szwecji, kat. 86 kg[91]
  - 2015: Mistrz Lilla Mälarcupen, kat. 86 kg[92]

## Lista zawodowych walk w MMA
| Wynik   | Bilans | Przeciwnik (bilans przed walką) | Rozstrzygnięcie                           | Runda | Czas | Rozgrywki                              | Data       | Miejsce      | Uwagi                                                                                 |
| ------- | ------ | ------------------------------- | ----------------------------------------- | ----- | ---- | -------------------------------------- | ---------- | ------------ | ------------------------------------------------------------------------------------- |
| Wygrana | 15-0   | Dricus du Plessis (23-3)        | Decyzja (jednogłośna)                     | 5     | 5:00 | UFC 319                                | 16.08.2025 | Chicago      | Zdobył pas mistrzowski UFC w wadze średniej. Main Event. Bonus za występ wieczoru.    |
| Wygrana | 14-0   | Robert Whittaker (26-7)         | Poddanie (naciskówka na szczękę)          | 1     | 3:34 | UFC 308                                | 26.10.2024 | Abu Zabi     | Bonus za występ wieczoru. Co-Main Event                                               |
| Wygrana | 13-0   | Kamaru Usman (20-3)             | Decyzja (większościowa)                   | 3     | 5:00 | UFC 294                                | 21.10.2023 | Abu Zabi     | Pojedynek w wadze średniej. Co-Main Event                                             |
| Wygrana | 12-0   | Kevin Holland (23-7. 1 NC)      | Poddanie (duszenie d’Arce)                | 1     | 2:13 | UFC 279                                | 10.09.2022 | Las Vegas    | Limit umowny do 81,6 kg. Co-Main Event                                                |
| Wygrana | 11-0   | Gilbert Burns (20-4)            | Decyzja (jednogłośna)                     | 3     | 5:00 | UFC 273                                | 09.04.2022 | Jacksonville | Bonus za walkę wieczoru.                                                              |
| Wygrana | 10-0   | Li Jingliang (18-6)             | Poddanie (duszenie zza pleców)            | 1     | 3:16 | UFC 267                                | 30.10.2021 | Abu Zabi     | Bonus za występ wieczoru.                                                             |
| Wygrana | 9-0    | Gerald Meerschaert (31-13)      | KO (prawy prosty)                         | 1     | 0:17 | UFC Fight Night: Covington vs. Woodley | 19.09.2020 | Las Vegas    | Pojedynek w wadze średniej. Bonus za występ wieczoru.                                 |
| Wygrana | 8-0    | Rhys McKee (10-2-1)             | TKO (ciosy)                               | 1     | 3:09 | UFC on ESPN: Whittaker vs. Till        | 26.07.2020 | Abu Zabi     | Pobił rekord najszybszej przerwy między zwycięstwami w UFC. Bonus za występ wieczoru. |
| Wygrana | 7-0    | John Phillips (22-9)            | Poddanie (duszenie D'Arce)                | 2     | 1:12 | UFC on ESPN: Kattar vs. Ige            | 16.07.2020 | Abu Zabi     | Debiut w UFC. Pojedynek w wadze średniej. Bonus za występ wieczoru.                   |
| Wygrana | 6-0    | Mzwandile Hlongwa (4-0)         | Poddanie (duszenie)                       | 2     | 1:15 | Brave CF 27                            | 04.10.2019 | Abu Zabi     |                                                                                       |
| Wygrana | 5-0    | Ikram Aliskierow (8-0)          | KO (podbródkowy)                          | 1     | 2:26 | Brave CF 23                            | 19.04.2019 | Amman        |                                                                                       |
| Wygrana | 4-0    | Sidney Wheeler (8-3)            | TKO (poddanie po ciosach)                 | 1     | 0:35 | Brave CF 20                            | 22.12.2018 | Hajdarabad   | Pojedynek w wadze średniej.                                                           |
| Wygrana | 3-0    | Marko Kisič (5-0)               | TKO (ciosy)                               | 1     | 3:12 | Brave CF 18                            | 16.11.2018 | Manama       | Debiut w Brave CF. Debiut w wadze półśredniej.                                        |
| Wygrana | 2-0    | Ole Magnor (2-4)                | Techniczne poddanie (duszenie zza pleców) | 1     | 4:23 | Fight Club Rush 3                      | 18.08.2018 | Västerås     | Debiut w wadze średniej.                                                              |
| Wygrana | 1-0    | Gard Olve Sagen (1-1)           | TKO (ciosy)                               | 2     | 0:05 | International Ring Fight Arena 14      | 26.05.2018 | Uppsala      | Limit umowny do 79,8 kg. Main Event                                                   |